# غلامحسین آهنی

غلامحسین آهنی (۱۳۰۶اصفهان - ۱۳۸۰تهران) فلسفه‌دان و ادیب ایرانی است.
آهنی در سال ۱۳۰۶ در اصفهان به دنیا آمد. کار خود را با معلمی در دبیرستان سعدی اصفهان شروع کرد و از معلمان نامدار آن زمان شد. وی پس از چندی همکاری خود را با دانشگاه اصفهان و تدریس در گروه فلسفه این دانشگاه آغاز کرد.
استاد غلامحسین آهنی یک از کوشاترین استادان فلسفه اسلامی در دو دهه گذشته بود. وی در سال ۱۳۸۰ در تهران درگذشت و در قطعه هنرمندان بهشت زهرا به خاک سپرده شد.

## آثار
- المشاعر ملاصدرا چاپ دانشگاه اصفهان (ترجمه و توضیح غلامحسین آهنی)
- عرشیه ملاصدرا (ترجمه و توضیح غلامحسین آهنی)
- فصوص فارابی (ترجمه و توضیح غلامحسین آهنی)
- الادب الوجی‍ز لل‍ولد الص‍غی‍ر ابن مقفع ترجمه خواجه نصیر طوسی (تصحیح و اهتمام غلامحسین آهنی)
- کل‍یات فل‍سف‍ه اسلامی (اثر غلامحسین آهنی)
- اسرار آیات بعث و عود ارواح و اجساد (اثر غلامحسین آهنی)
- مع‍انی بی‍ان (اثر غلامحسین آهنی)
- نق‍د مع‍انی در صن‍عت نظم و نث‍ر فارسی (اثر غلامحسین آهنی) [۴]